# 7 Milliards d'aiguilles
7 Milliards d'aiguilles (70億の針, 70 Oku no Hari) est un shōnen manga de science-fiction écrit et dessiné par Nobuaki Tadano. Il a été prépublié entre mars 2008 et février 2010 dans le magazine Comic Flapper et a été compilé en un total de quatre volumes. La version française est éditée par Bamboo Édition dans la collection Doki-Doki avec une traduction de Michel Le Bras. La série est également éditée en Amérique du Nord par Vertical.
L'histoire est très librement inspiré de la nouvelle Needle de Hal Clement.

## Synopsis
Ikaru est une jeune lycéenne solitaire qui vient tout juste d'emménager chez son oncle et sa tante. Après avoir été pulvérisée par une météorite, elle reprend ses esprits en classe, considérant alors ces événements comme un simple rêve. Très vite, elle se rend compte que son corps est anormal et finit par entendre la voix d'une mystérieuse entité, qui va lui enjoindre de faire face à une série d'événements sinistres qui s'abat sur son lycée.

## Liste des personnages
Hikaru Takabe (高部 光, Takabe Hikaru)

## Liste des chapitres
| no | Japonais         | Japonais          | Français       | Français          |
| no | Date de sortie   | ISBN              | Date de sortie | ISBN              |
| --- | ---------------- | ----------------- | -------------- | ----------------- |
| 1 | 22 novembre 2008 | 978-4-8401-2291-7 | 10 mars 2010   | 978-2-35078-879-1 |
| Liste des chapitres : - Épisode 1 : Contact - Épisode 2 : Indifférence - Épisode 3 : Par-delà le ciel - Épisode 4 : Cache-cache - Épisode 5 : Amitiés - Épisode 6 : Alliance de lumière                                              |                  |                   |                |                   |
| 2 | 23 avril 2009    | 978-4-8401-2559-8 | 12 mai 2010    | 978-2-35078-944-6 |
| Liste des chapitres : - Épisode 7 : De retour sur l'île - Épisode 8 : Ami d'enfance - Épisode 9 : Funeste réapparition - Épisode 10 : Éternel recommencement - Épisode 11 : Solitude - Épisode 12 : Dialogue de lumière              |                  |                   |                |                   |
| 3 | 23 octobre 2009  | 978-4-8401-2924-4 | 30 juin 2010   | 978-2-35078-961-3 |
| Liste des chapitres : - Épisode 13 : Phénomènes étranges - Épisode 14 : Espaces mineures - Épisode 15 : Le coordonnateur de l'évolution - Épisode 16 : Le dôme de la sélection - Épisode 17 : Survie - Épisode 18 : Union de lumière |                  |                   |                |                   |
| 4 | 23 mars 2010     | 978-4-8401-2993-0 | 6 octobre 2010 | 978-2-81890-052-9 |
| Liste des chapitres : - Épisode 19 : Famille - Épisode 20 : Chimère - Épisode 21 : Le verdict - Épisode 22 : Seuil de tolérance - Dernier épisode : Adieux de lumière                                                                |                  |                   |                |                   |